# Kammermusikverein Erfurt
Der Kammermusikverein Erfurt ist ein 2009 wiedergegründeter Musikverein in Erfurt, der sich vorrangig der klassischen Kammermusik widmet. Er greift die Tradition der vormaligen Kammermusikvereinigung Erfurt auf, die 1946 von dem Flötisten Kurt Kunert gegründet worden war und während der DDR-Zeit 1976 ihre Eigenständigkeit verloren hatte. 

## Geschichte

### Der Verein unter Kurt Kunert 1946–1990
Die Gründung erfolgte unmittelbar nach Kriegsende durch den soeben aus der Kriegsgefangenschaft entlassenen Erfurter Flötisten und Komponisten Kurt Kunert. Durch die Veranstaltung regelmäßiger Konzerte im Bereich der klassischen Kammermusik und durch zahlreiche Ur- und Erstaufführungen zeitgenössischer Werke wurde der Verein schnell auch überregional bekannt. Besonderer Beliebtheit erfreuten sich die etwa alle 2 Wochen sonntags um 11:00 Uhr stattfindenden Matineekonzerte im Erfurter Angermuseum. Mit der Ablösung des BGB durch das Zivilgesetzbuch der DDR 1976 wurden Vereine als selbständige und unabhängige juristische Personen abgeschafft. Als Privatperson konnte Kunert seine Konzerte jedoch mit Unterstützung des Verbandes der Komponisten und Musikwissenschaftler der DDR und der Stadt Erfurt weiter veranstalten. 
Diese Tradition wurde später sowohl durch das 1981 gegründete Musica rara Quintett insbesondere im Bereich der Pflege der Kammermusik mit Holzbläsern und der Aufführung selten gespielter Werke als auch durch verschiedene Ensembles von Musikern des Theater Erfurts fortgesetzt. Nach 1990 wurde hierzu auch der Festsaal des Erfurter Rathauses genutzt.

### Neugründung 2009
Am 6. Dezember 2009 erfolgte mit einem Gründungskonzert im Rathausfestsaal die erneute Gründung eines rechtsfähigen und gemeinnützigen Erfurter Kammermusikvereins, der sich in seiner Satzung ausdrücklich zur Aufnahme und zeitgemäßen Weiterführung der Tradition des 1946 gegründeten Vereins bekennt. Mitglieder des Gründungsvorstandes waren u. a. Eugen Mantu und Claudia Schwarze. Der neue Verein hat sich zum Ziel gesetzt, neben der Durchführung der traditionellen Matineekonzerte in Kooperation mit dem Theater auch Abendkonzerte mit international bekannten Ensembles zu veranstalten, neue Zuhörerschaften und Aufführungsorte zu erschließen und innovative Projekte mit Künstlern aus anderen Musikrichtungen und Sparten durchzuführen.

## Regelmäßige Veranstaltungen des Vereins
- 10 Philharmonische Kammerkonzerte, September bis Juni sonntagmorgens im Rathausfestsaal der Stadt Erfurt, in Zusammenarbeit mit dem Theater Erfurt
- 10 Tanztees mit Salonmusik, gespielt vom Salonorchester Erfurt, September bis Juni montagnachmittags im Foyer des Theaters Erfurt
- 5 bis 6 Sommerkonzerte in Dorfkirchen, Juni bis Juli an Wochenende in Erfurter Ortsteilen
- 1 Neujahrskonzert mit dem Salonorchester Erfurt und Gesangssolisten
- Veranstaltung von Musikfestivals zu verschiedenen Themen

## Auszeichnungen
- 1972 Kulturpreis der Stadt Erfurt